# Cadenas
Pour les articles homonymes, voir Cadenas (homonymie).

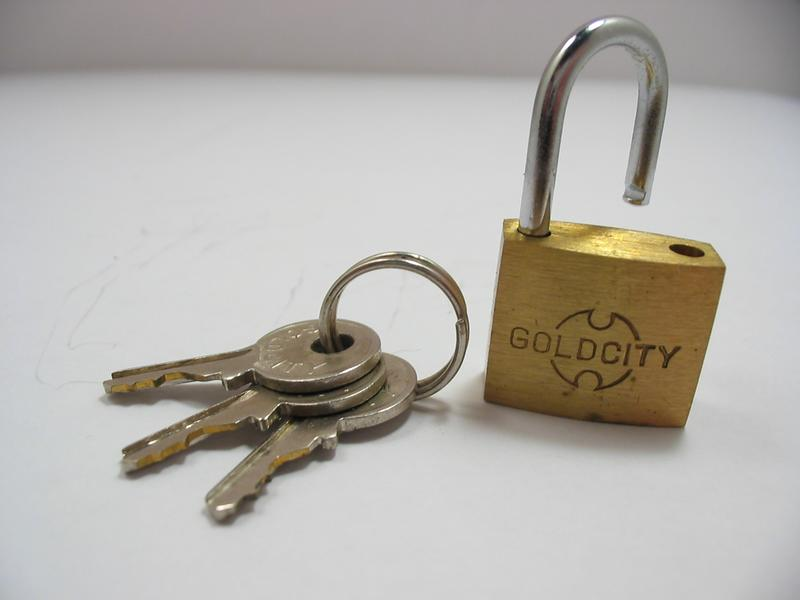
Un cadenas moderne

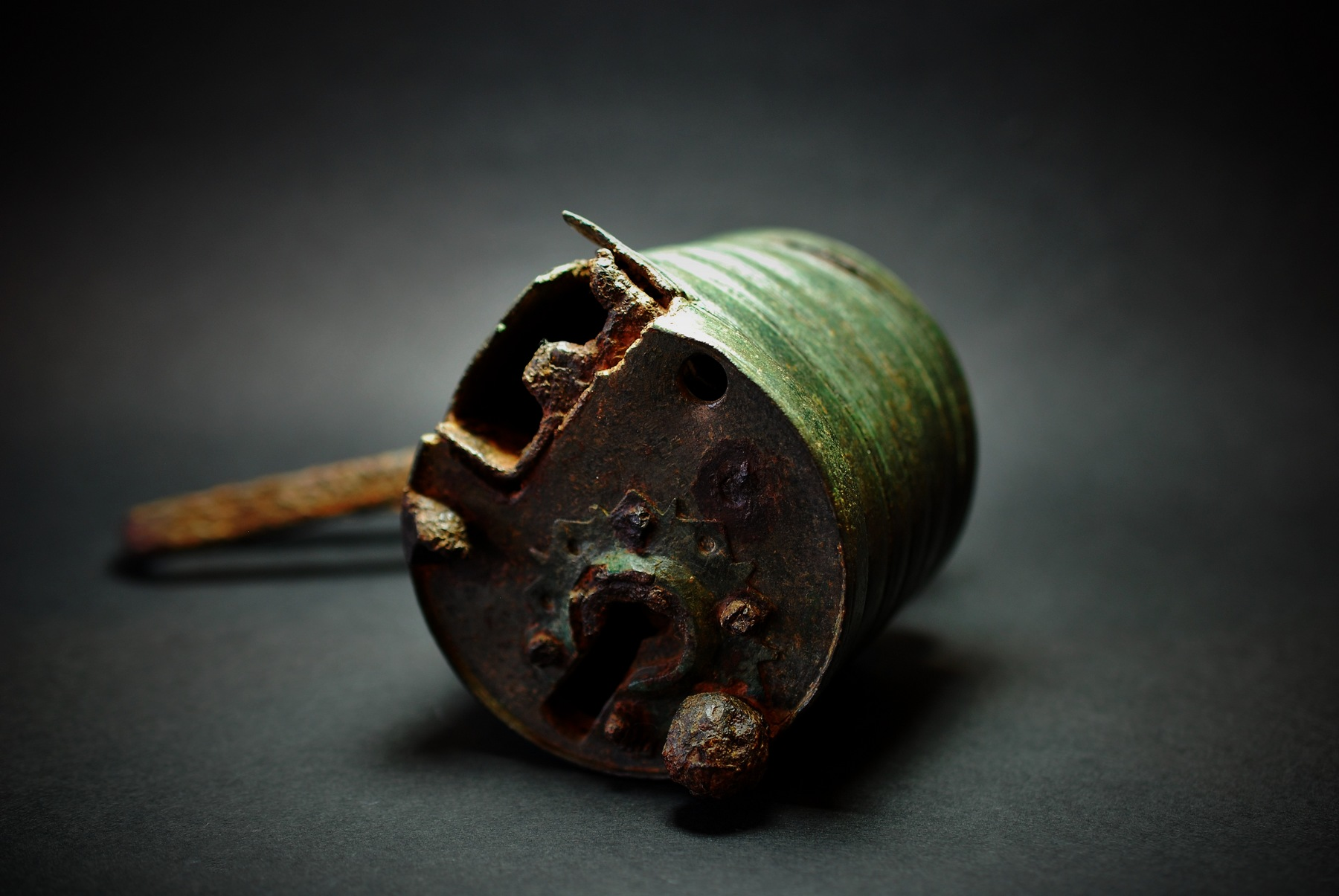
Cadenas romain en bronze, art romain, IIe siècle de notre ère.

Un cadenas est un objet qui permet de verrouiller une porte ou de boucler une chaîne. Il se compose d'un boîtier dans lequel se trouve un mécanisme de serrure et d'un anneau métallique qui peut être ouvert ou fermé. Le mécanisme est commandé soit par une clef, soit par un système de roues chiffrées.
Il existe différents modèles de cadenas : cadenas à anse pivotante, cadenas à anse coulissante et cadenas mono-point.
Un cadenas de haute sécurité est un cadenas composé d'acier trempé, de matière blindée, avec ou sans protecteur d'anse, non perçable, non crochetable et livré avec carte de propriété brevetée (compatible organigramme, s'entrouvrant).
Le cadenas de sûreté a été inventé en 1876 par l'ingénieur mécanicien Louis-Guillaume Perreaux.

## Types de fermeture

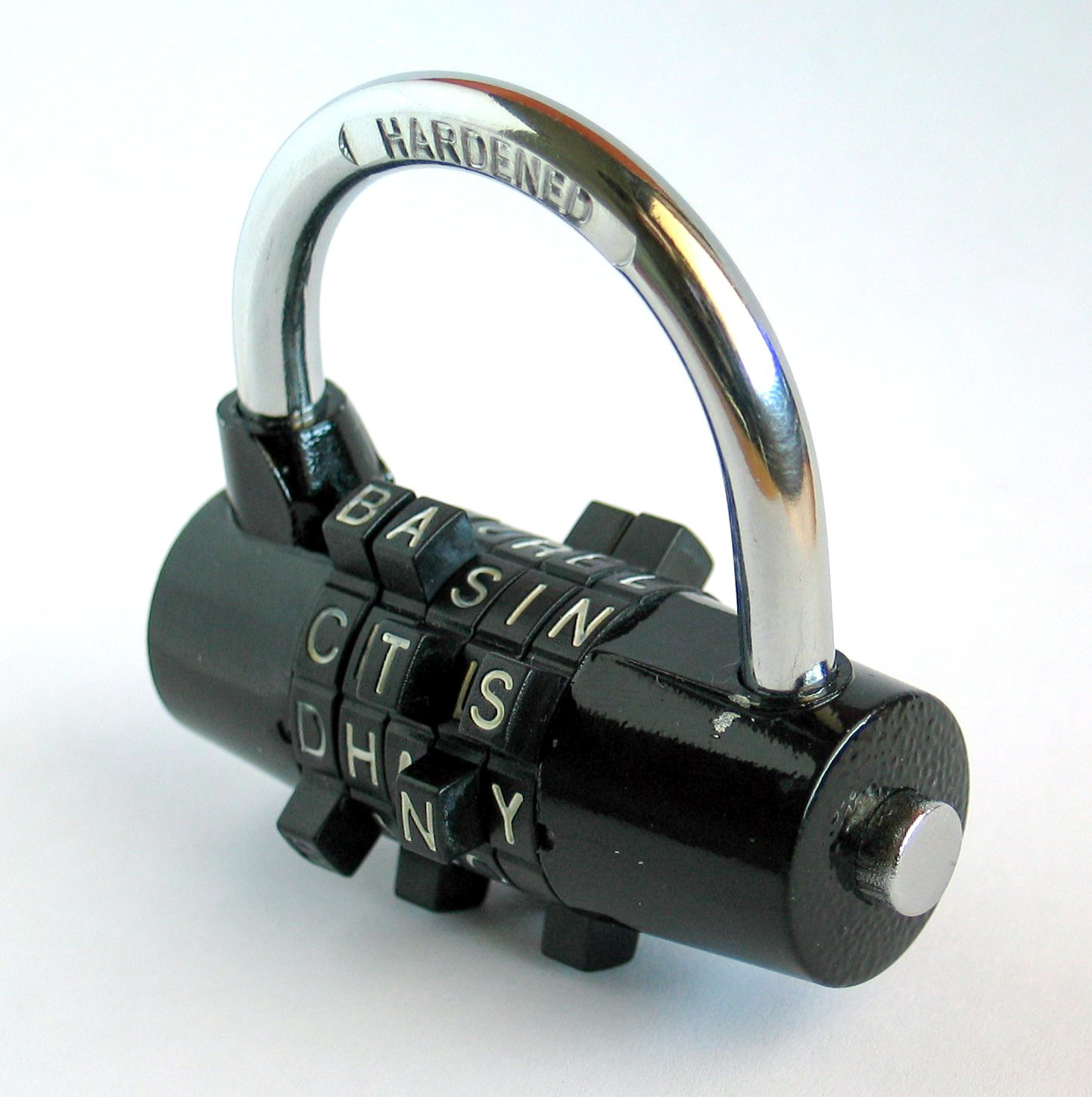
Cadena avec code alphabétique.

### Cadenas à clef
Le cadenas à clef se compose d'une clef et d'un cadenas. Pour l'ouvrir, on glisse la clé adéquate dans l'orifice souvent placé sous le cadenas et on tourne la clé dans la serrure.

### Cadenas à code (ou à combinaison)
Le cadenas à code (ou à combinaison) est un cadenas comportant des roues codées (généralement de 3 à 6) et numérotées (généralement des chiffres, mais aussi parfois des lettres). Pour l'ouvrir, il suffit de tourner les roues jusqu'à afficher la bonne suite de caractères, ou combinaison. Certains de ces cadenas possèdent la propriété d'avoir un code modifiable lorsque le cadenas est ouvert. Ils sont considérés comme moins sûrs que les cadenas à clef car la combinaison peut être trouvée uniquement en tournant les roues.

## Symbolique

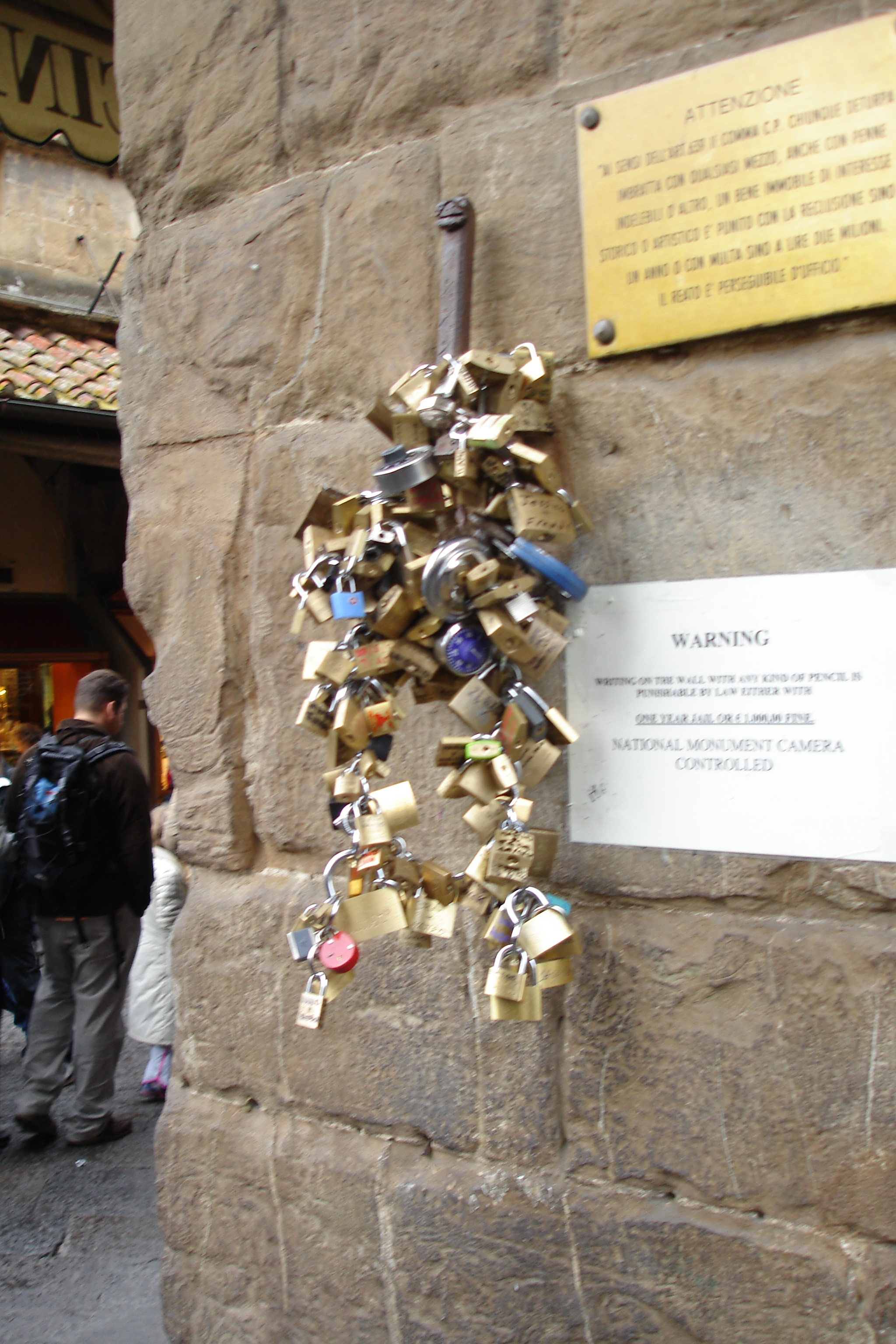
Cadenas d'amour en Italie

Le cadenas est souvent utilisé comme symbole pour représenter la sécurité et la protection. C'est notamment le cas en informatique. Par exemple, naviguer sur des pages internet sécurisées fait apparaître un petit cadenas en bas dans la barre d'état ou dans la barre d'adresse de certains navigateurs Web. On peut également retrouver ce symbole sur les fichiers et les répertoires qui sont protégés en lecture ou en écriture.
En Italie, le cadenas est devenu un symbole d'amour. Les couples accrochent un cadenas sur des lieux réputés comme sur le Ponte Vecchio à Florence ou sur le Pont Milvius à Rome avant d'en jeter la clé. Le cadenas symbolise alors leur amour. Cette tradition, inspirée de Ho voglia di te de Federico Moccia, s'est rapidement répandue à travers le pays, au point de mettre en péril certains monuments historiques par le poids résultant de l'accumulation des cadenas.
Le mouvement romantique "cadenas d'amour" ("love padlocks" en anglais) se manifeste à Bruxelles (place Flagey, près de l'étang, à Ixelles) ainsi qu’à Paris sur le pont de l'Archevêché et sur le pont des Arts.

## Galerie

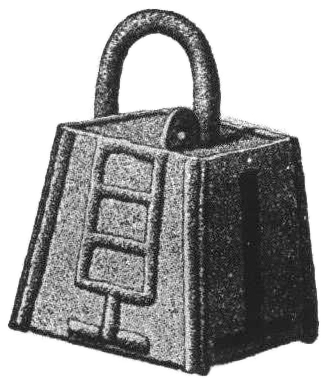
Cadenas du temps des Vikings, trouvé à Birka, près de Stockholm
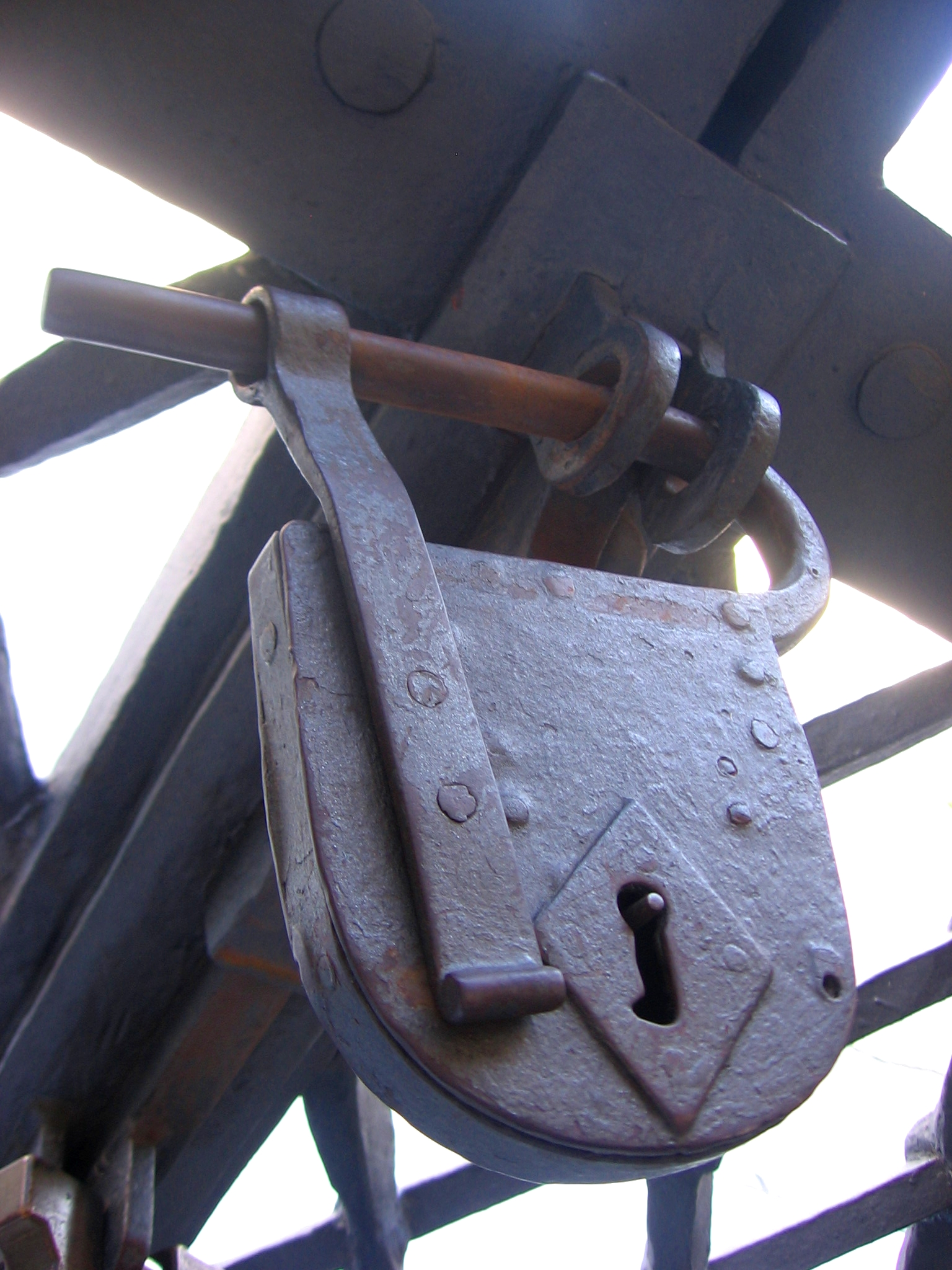
Cadenas ancien, sur les grilles de la basilique Saint-Pierre de Rome
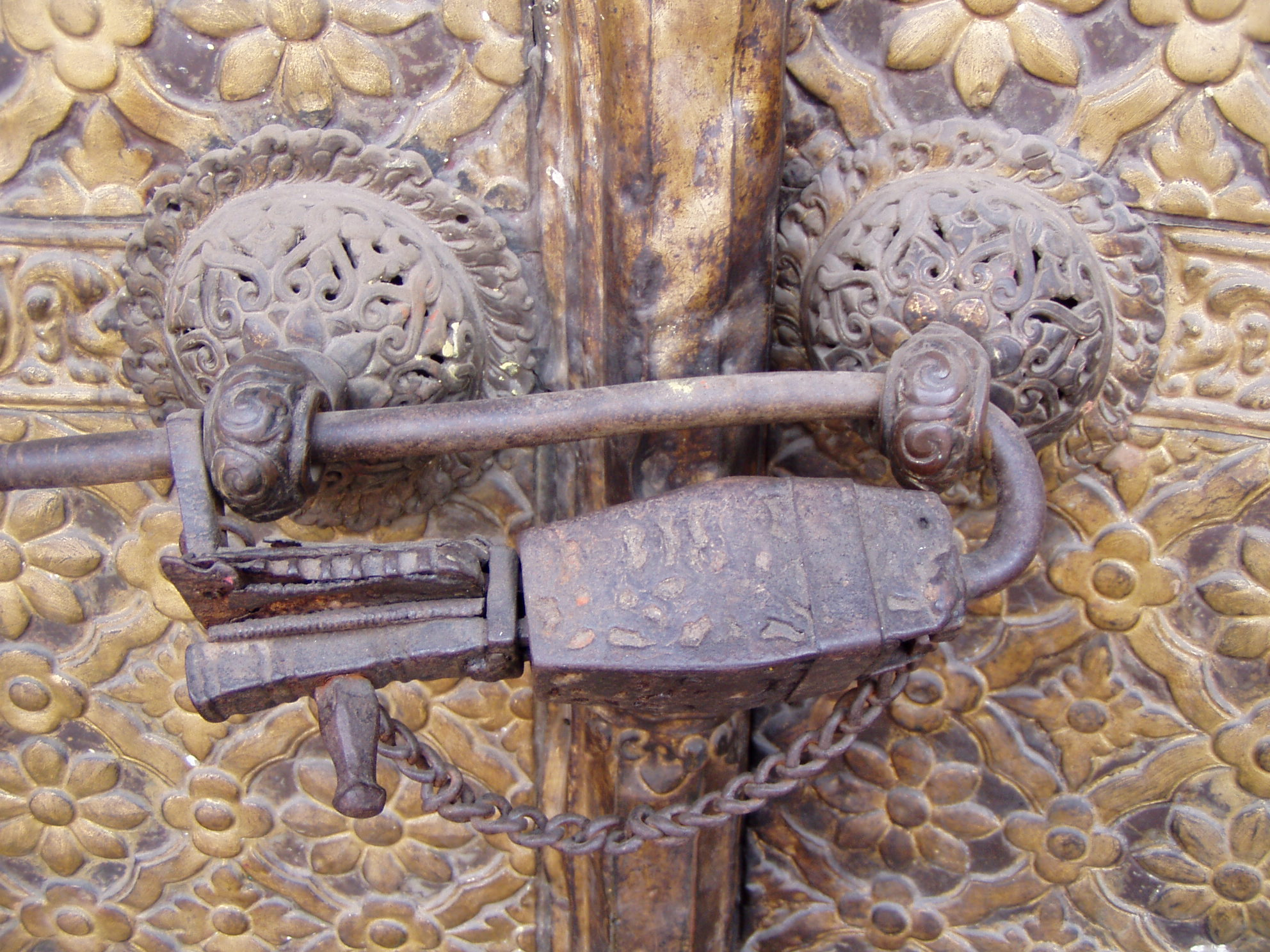
Cadenas, à Katmandou
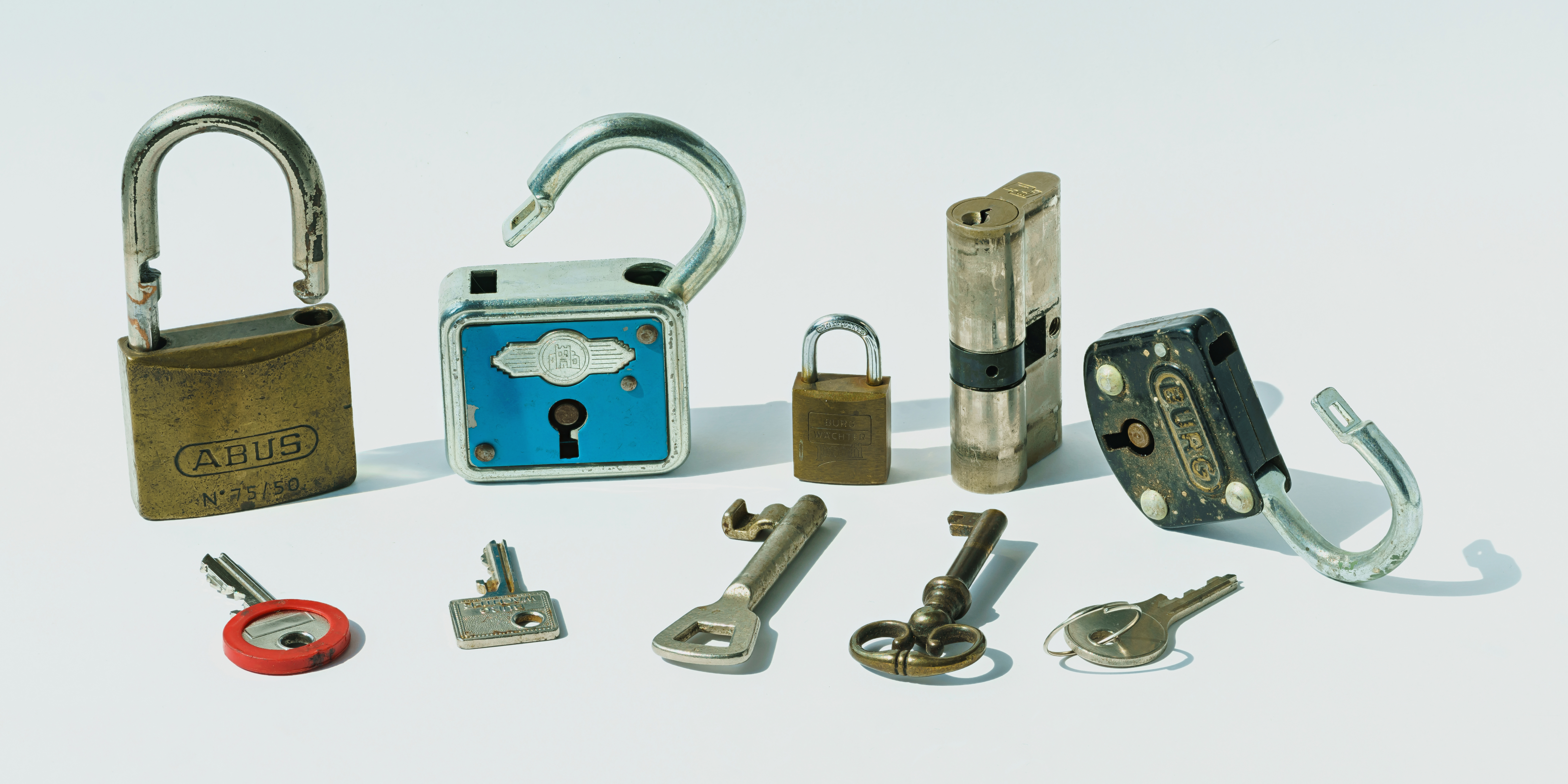
Aucune de ces clefs ne permet d'ouvrir ces cadenas.
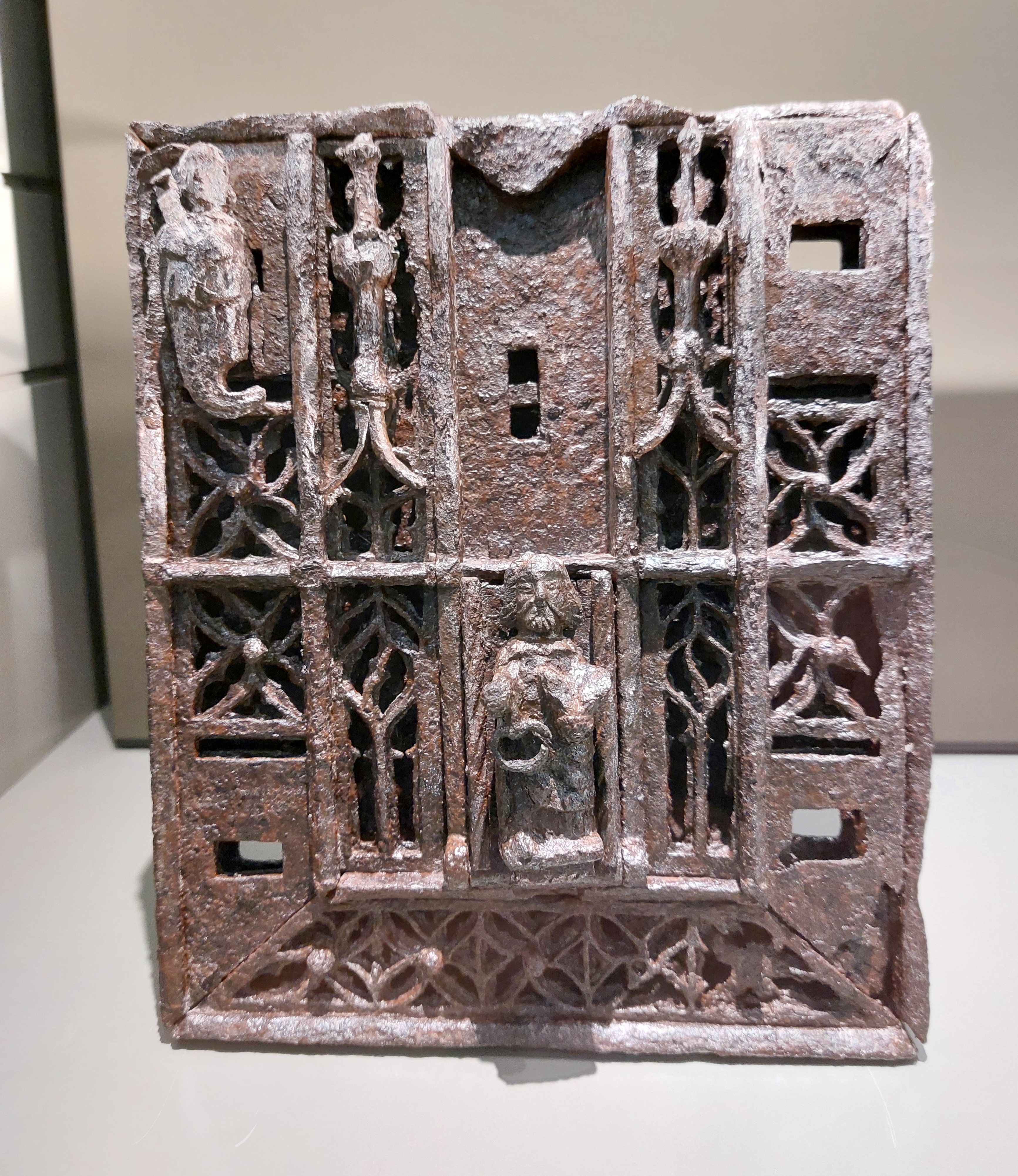
Cadenas au Musée du Château de Mayenne (France)